# Rosemarie Glaser
Rosemarie Glaser  (* 14. Mai 1949 in Remshalden-Geradstetten) ist eine deutsche Politikerin (Bündnis 90/Die Grünen). Sie war Mitglied im baden-württembergischen Landtag von 1988 bis 1992.

## Leben
Nach der Mittleren Reife besuchte Rosemarie Glaser die hauswirtschaftliche Berufsfachschule und arbeitete anschließend als Angestellte im technischen Betriebsdienst der Deutschen Bundespost. Über den Zweiten Bildungsweg absolvierte sie eine Ausbildung an der Pädagogischen Hochschule in Schwäbisch Gmünd zur Grund- und Hauptschullehrerin. Während ihres Studiums war sie als Vorsitzende des Allgemeinen Studierendenausschusses tätig (AStA). Elf Jahre war sie als Lehrerin an der Grundschule in Beutelsbach tätig.

## Politische Tätigkeit
Seit 1970 ist Rosemarie Glaser in der Frauenbewegung aktiv, sie war bis 1978 Mitglied der ersten Frauenpartei. Sie war Gründungsmitglied des Schorndorfer Vereins Frauen helfen Frauen e.V.
1983 schloss sich Rosemarie Glaser der Partei der Grünen an und wurde Kreisrätin im Rems-Murr-Kreis und Mitglied im Regionalverband Mittlerer Neckar. 1983 und 1987 engagierte sie sich in Initiativen gegen die Volkszählung. Sie ist Mitglied im Freundeskreis Radio Dreyeckland e.V. und Gründungsmitglied des Umweltverträglichkeitsprüfungs-Fördervereins in Dortmund (UVP).
1988 wurde sie im Wahlkreis Freiburg II in den baden-württembergischen Landtag gewählt. Als Strafvollzugsbeauftragte der Grünen-Fraktion unterstützte sie die Forderungen der Häftlinge der Rote-Armee-Fraktion in Stammheim nach Zusammenlegung. Dies wurde nicht von allen innerhalb der Fraktion mitgetragen. Rosemarie Glaser setzte sich als innenpolitische Sprecherin ihrer Fraktion 1989 für das kommunale Wahlrecht für Staatsangehörige der EU-Länder ein. Bei der Landtagswahl 1992 schickte ihre Partei an ihrer Stelle Dieter Salomon ins Parlament.